# György Virág
György Virág (n. 26 martie 1944, Cluj, Regatul Ungariei) este un politician maghiar din România, președintele consiliului județean Mureș între anii 2000-2004, din partea UDMR.